# Треткі
Треткі (пол. Tretki) — село в Польщі, у гміні Жихлін Кутновського повіту Лодзинського воєводства.
Населення — 51 особа (2011).
У 1975-1998 роках село належало до Плоцького воєводства.

## Демографія
Демографічна структура станом на 31 березня 2011 року:
|          | Загалом | Допрацездатний вік | Працездатний вік | Постпрацездатний вік |
| -------- | ------- | ------------------ | ---------------- | -------------------- |
| Чоловіки | 23      | 1                  | 17               | 5                    |
| Жінки    | 28      | 3                  | 17               | 8                    |
| Разом    | 51      | 4                  | 34               | 13                   |